# Urfjellklakken
Urfjellklakken är ett berg i Antarktis. Det ligger i Östantarktis. Norge gör anspråk på området. Toppen på Urfjellklakken är 2 420 meter över havet.
Terrängen runt Urfjellklakken är kuperad åt sydost, men åt nordväst är den platt. Trakten är obefolkad. Det finns inga samhällen i närheten. 